# 332632 Pharos
332632 Pharos este o planetă minoră (asteroid) din centura de asteroizi. A fost descoperită pe 22 octombrie 2008 la  de Vincenzo Silvano Casulli⁠(d) și a fost numită după Farul din Alexandria. 
Obiectul prezintă o orbită caracterizată de o semiaxă mare de 3,0496211867296 UAi, o excentricitate de 0,17126761345148, o înclinație de 11,991578541499 ° în raport cu ecliptica.